# Ascogrammitis nana
Ascogrammitis nana là một loài dương xỉ trong họ Polypodiaceae. Loài này được Sundue & M. Kessler Sundue mô tả khoa học đầu tiên năm 2010.